# 古宋城址
古宋城址，位于中国河北省石家庄市赵县韩村镇宋城村，为石家庄市赵县的一个全国重点文物保护单位，类型为古遗址，公布时间为2013年5月。
古宋城址的历史年代为汉代。